# 杯形肉質軟珊瑚
杯形肉質軟珊瑚（学名：Sarcophyton ehrenbergi）为軟珊瑚科肉質軟珊瑚屬下的一个种。